# Ившин, Владислав Геннадьевич
Владислав Геннадьевич И́вшин (род. 17 мая 1961, Киясово, Удмуртская АССР) — русский хирург, онколог; доктор медицинских наук, профессор кафедры хирургических болезней № 1 ТулГУ, генеральный директор ООО «Центр новых медицинских технологий» города Тулы.

## Биография
Ившин В. Г. в 1978 году окончил среднюю школу № 28 г. Тамбова. В 1984 г. окончил лечебный факультет Рязанского медицинского института им. академика И. П. Павлова. Работал врачом-хирургом и заведующим отделением рентгенохирургических методов диагностики и лечения Тульской областной больницы. С 2003 г. — генеральный директор ООО «Центр новых медицинских технологий» г. Тула. С 2014 г. профессор и заведующий кафедрой хирургических болезней № 1 Тульского государственного университета.

## Область научно-практических интересов
Инвазивные вмешательства под ультразвуковым и рентгеноскопическим контролем в лечении хирургических, урологических, гинекологических заболеваний.

## Основные результаты деятельности
Разработка, организация серийного производства и внедрение в практическое здравоохранение комплекса инструментов для инвазивных вмешательств под ультразвуковым и рентгеноскопическим контролем.
Резолюцией IV конференции хирургов-гепатологов России и стран СНГ (3—5 октября 1996 г., Тула) рекомендовано «…для широкого применения отечественные разработки В. Г. Ившина: „Устройство для дренирования полостных образований“ и „Устройство замены катетеров“. Они позволяют упростить транспариетальное дренирование желчного пузыря и внутрипеченочных протоков, исключить дислокацию дренажа, подтекание желчи и крови вдоль пункционного канала.»
Предложенная методика чрескожного дренирования желчного пузыря с помощью УДПО широко применяется в России
2008—2012 года разработана технология чрескожного лечения больных с панкреонекрозом и распространенным парапанкреатитом.
2018—2020 годы разработан способ и зонд для PH-метрии цервикального канала и полости матки. Исследованы значения PH в цервикальном канале и полости матки у здоровых женщин и женщин с бесплодием.

## Изобретения, полезные модели
1. Ившин В. Г., Лукичев О. Д. Способ лечения механической желтухи. Авторское свидетельство на изобретение N 1729494
2. Ившин В. Г. Устройство для замены катетеров. Патент RU 2082448, 23.03.1994
3. Ившин В. Г. Билиарный эндопротез Патент RU 2120252 29.08.1996
4. Ившин В. Г., Королев В. Н. Устройство для чрескожного дренирования полостных образований. Патент RU 2019200 03.06.1991
5. Ившин В. Г., Андреев Ю. Г. Набор инструментов для аспирационной биопсии. Свидетельство на полезную модель RU 11679 16.10.1998
6. Дуберман Б. Л., Мизгирев Д. В., Ившин В. Г., Эпштейн А. М., Тодрик А. Г. Способ формирования цистодигестивного анастомоза Патент RU 2314050 21.03.2006
7. Ившин В. Г., Лукичев О. Д., Андреев Ю. Г. Устройство для чрескожного дренирования полостных образований Патент RU 2221505 07.06.2000[5]
8. Ившин В. Г., Ившин М. В. Эндопротез трубчатых органов Патент RU 100397 20.07.2010
9. Ившин В. Г., Андреев Ю. Г., Ившин М. В., Ларин С. А., Киртанасов Я. П. Устройство для чрескожной пункции и дренирования полостных образований Патент RU 98111 19.04.2010
10. Шишов С. В., Ившин В. Г. Режущий хирургический инструмент. Патент RU 98110 16.03.2010
11. Ившин В. Г., Ившин М. В., Андреев Ю. Г., Киртанасов Я. П., Ларин С. А. Устройство для чрескожной пункции и дренирования полостных образований. Патент RU 98111 19.04.2010
12. Ившин В. Г., Ившин М. В. Устройство для чрескожного дренирования полостных образований. Патент RU 118854 10.02.2012
13. Ившин В. Г., Ившин М. В. Катетер. Патент RU 126942 22.08.2012
14. Ившин В. Г., Ившин М. В. Хирургический зажим. Патент RU 136322 07.02.2013
15. Ившин В. Г., Ившин М. В., Ившин Д. В. Ламброзова А. В., Дорошенко-Смирнова О. С. Способ оценки кислотно-щелочного состояния женских половых органов. Патент RU 2666604, 11.09.2018
16. Ившин В. Г., Ившин М. В., Ившин Д.В, Ламброзова А. В. Зонд для ионометрии Патент RU 184214, 18.10.2018

## Избранные публикации

### Монографии
1. Ившин В. Г. Оригинальные методики чрескожных инвазивных вмешательств на органах брюшной полости. Придумано и сделано в России. — Тула: Аквариус, 2023. — 216 с.
2. Ившин В. Г. Оригинальные методики чрескожных инвазивных вмешательств на органах брюшной полости. — Тула: Аквариус, 2016. — 152 с.
3. Ившин В. Г., Ившин М. В. Чрескожное лечение больных с панкреонекрозом и распространенным парапанкреатитом. Тульская технология. — Тула: Гриф и К°, 2013. — 128 с.
4. Ившин В. Г., Якунин А. Ю., Лукичев О. Д. Чрескожные диагностические и желчеотводящие вмешательства у больных механической желтухой. — Тула: Гриф и К°, 2000. — 312 с.
5. Ившин В. Г. Дозированная декомпрессия желчных путей у больных с механической желтухой : Дис. … канд. мед. наук. — М., 1991. — 130 с.
6. Ившин В. Г., Лукичев О. Д. Малоинвазивные методы декомпрессии желчных путей у больных механической желтухой. — Тула: Гриф и К°, 2004. — 182 с.
7. Ившин В. Г. Чрескожные диагностические и лечебные вмешательства у больных механической желтухой : Дис. … д-ра мед. наук. — М., 2001. — 185 с.
8. Сажин В. П., Ившин В. Г., Авдовенко А.Л и соавт. Малоинвазивная хирургия острого панкреатита. Учебное пособие для системы последипломного образования. — Рязань: РГМУ им. акад. И. П. Павлова, 2004. — 73 с.
9. Сажин В. П., Авдовенко А. Л., Ившин В. Г. и соавт. Ультразвуковая и лапароскопическая диагностика острого панкреатита. Учебное пособие для системы последипломного образования. — Рязань: РГМУ им. акад. И. П. Павлова, 2004. — 74 с.
10. Ившин В. Г. Оригинальные методики чрескожных инвазивных вмешательств. — Москва: АО Техна-2, 1996. — 21 с.

### Статьи
1. Лукичев О. Д., Ившин В. Г., Старченко Г. А., Якунин А. Ю., Улокин В. В. Диагностика и лечение механической желтухи. — Хирургия, 1990. — № 1. — С. 10—14.
2. Ившин В. Г., Лукичев О. Д. Способ лечения механической желтухи. — Официальный патентный бюллетень «Изобретения», 1992. — № 12. — С. 31.
3. Ившин В. Г., Картавенко В. П. Чрескожное лечение больной с деструктивным холециститом и гнойным пиелонефритом. — Нижегородский медицинский журнал, 1993. — № 1.
4. Якунин А. Ю., Ившин В. Г., Щекин И. М. Чрескожное лечение множественных абсцессов брюшной полости. — Хирургия, 1994. — № 2.
5. Ившин В. Г., Якунин А. Ю., Макаров Ю. И. Чрескожные чреспеченочные диагностические и лечебные вмешательства у больных с механической желтухой. — Анналы хирургической гепатологии, 1996. — Т. 1, № 1. — С. 121—131.
6. Жилина Н. И., Ившин В. Г., Якунин А. Ю. Динамика эндотоксикоза у больных механической желтухой. — Вестник новых медицинских технологий, 1997. — Т. 4, № 1. — С. 57—60.
7. Ившин В. Г. Устройство для чрескожного дренирования полостных образований. — Хирургия, 1998. — № 8.
8. Ившин В. Г., Семин В. Е., Старченко Г. А., Бахаев К. А., Занегина Е. В. Успешное лечение множественных абсцессов брюшной полости. — Хирургия, 1998. — № 7. — С. 58—59.
9. Ившин В. Г. Чрескожное чреспеченочное эндопротезирование желчных протоков: результаты применения инструментов собственной конструкции. — Анналы хирургической гепатологии., 1999. — Т. 4, № 2. — С. 42—48.
10. Мелай А. М., Гвазава Р. А., .Ившин В.Г. Регулятор давления в полости органа. — Официальный патентный бюллетень «Изобретения», 1992. — № 13. — С. 34.
11. Ившин В. Г. Устройство для замены катетеров. — Официальный патентный бюллетень «Изобретения», 1997. — № 18. — С. 74.
12. Ившин В. Г., Королев В. Н. Устройство для чрескожного дренирования полостных образований. — Официальный патентный бюллетень «Изобретения», 1994. — № 17. — С. 27.
13. Ившин В. Г. Билиарный эндопротез. — Официальный патентный бюллетень «Изобретения», 1999. — № 2. — С. 17.
14. Ившин В. Г., Лукичев О.Д, Якунин А. Ю. Новый способ и устройство для дренирования полостных образований. — Вестник новых медицинских технологий, 2000. — Т. 7, № 1. — С. 119—121.
15. Лукичев О. Д., Ившин В. Г., Макаров Ю. И., Старченко Г. А., Малафеев И. В. Сравнительный анализ различных методик чрескожных желчеотводящих вмешательств у больных механической желтухой опухолевой этиологии. — Вестник Российского онкологического научного центра Им. Н. Н. Блохина, 2004. — № 1—2. — С. 121—125.
16. Ившин В. Г. Способ лечения наружных панкреатических свищей. — Анналы хирургической гепатологии, 2006. — Т. 10, № 1.
17. Ившин В. Г., Ларин С. А. Андреев С. А. Сравнительный анализ безопасности и эффективности игл для аспирационной биопсии печени. Экспериментальное исследование. — Вестник новых медицинских технологий, 2009. — Т. 16, № 4. — С. 178—182.
18. Киртанасов Я. П., Ившин В. Г., Якунин А.Ю,. Малафеев И. В. Чрескожное дренирование больных с послеоперационными абсцессами брюшной полости.//. — Вестник новых медицинских технологий, 2009. — Т. 16, № 4. — С. 69—71.
19. Ившин В. Г., Ившин М. В., Андреев Ю. Г., Аглиуллин А. Ф. Чрескожное лечение больных с панкреонекрозом и распространенным парапанкреатитом. Тульская технология.//. — Эндоскопия сегодня. Реферативный журнал. 2013, № 3, с.
20. Ившин В. Г., Ившин М. В., Малафеев И. В., Якунин А. Ю., Кремянский М. А., Романова Н. Н.,Никитченко В. В. Оригинальные инструменты и методики чрескожного лечения больных панкреонекрозом и распространенным парапанкреатитом. — Анналы хирургической гепатологии, 2014. — Т. 19, № 1. — С. 30—39.
21. Андреев А. В., Ившин В. Г., Гольцов В. Р. Лечение инфицированного панкреонекроза с помощью миниинвазивных вмешательств. — Анналы хирургической гепатологии, 2015. — Т. 20, № 3. — С. 110—116.
22. Шишов С. В., Ившин В. Г. Минимально инвазивные операции на мышцах у детей с дцп. Опыт пятилетнего применения. — Вестник новых медицинских технологий. Электронное издание., 2016. — № 2.[6]
23. Ившин В. Г., Малафеев И. В., Якунин А. Ю.,. Дьяков М. А., Абдулоев С. М. Чрескожные желчеотводящие вмешательства у больных с механической желтухой в условиях дневного стационара. — Вестник новых медицинских технологий. 2018. — T.XXV, № 1, С. 5-13
24. Ившин В. Г., Киртанасов Я. П. Обоснование применения гипохлорита натрия в качестве сколецидного препарата при лечении больных многокамерным гидатидным эхинококкозом печени. Экспериментальное исследование. — Вестник новых медицинских технологий. 2019 — T.XXVI, № 1, С. 53-56.
25. Ившин В. Г., Киртанасов Я. П. Чрескожные вмешательства в лечении больных многокамерным гидатидным эхинококкозом печени. — Вестник новых медицинских технологий. Электронное издание. 2019. — № 2. Публикация 1-4
26. Ившин В. Г., Ламброзова А. В., Щепетев И. В. Первый опыт рн-метрии цервикального канала и полости матки у здоровых женщин. — Сборник материалов XXXII Международного конгресса с курсом эндоскопии «Новые технологии в диагностике и лечении гинекологических заболеваний» (г. Москва, 4-7 июня 2019 г.) С. 45-46
27. Ившин В. Г., Ламброзова А. В. Первый опыт рн-метрии цервикального канала и полости матки у женщин с неудачными попытками ЭКО в анамнезе.— Сборник материалов XXXII Международного конгресса с курсом эндоскопии «Новые технологии в диагностике и лечении гинекологических заболеваний» (г. Москва, 4-7 июня 2019 г.) С. 44-45
28. Ившин В. Г. Первый опыт лечения больных с опухолевой механической желтухой без госпитализации в стационар. — Вестник новых медицинских технологий. 2022 — T.29, № 3, С. 51-55
29. Ившин В. Г., Цыбин А. А., Кузнецов П.В. Пункционное холецистогастральное шунтирование при механической желтухе опухолевого генеза.. — Анналы хирургической гепатологии, 2023. — Т. 28, № 4. — С. 81—87. Анналы хирургической гепатологии,год 2023, том 28 номер 4 c 81—87.
30. Ившин В. Г.,  Корниенко, Г. В., Петнюнас А. С. Случай успешного применения комбинации локальной некротизирующей терапии и иммуностимуляции в лечении больного с поздней стадией рака легкого.. —  Онкологический журнал: лучевая диагностика, лучевая терапия, 2024. — Т. 7, № 1. — С. 82—91. Онкологический журнал: лучевая диагностика, лучевая терапия, год = 2024, том=7 номер 1 с 82—91.